# Teriitaria II
Teri'itaria II còn được biết đến như Pōmare Vahine hay Ari'ipaea Vahine (1790–1858) là Nữ hoàng Huahine và Maiao, Hoàng  hậu Tahiti (thông qua cuộc hôn nhân của bà với Vua Tahiti Pomare II), đồng thời là nhiếp chính của Tahiti từ 1820-1827 cho Pomare III.

## Thân thế

### Sinh trưởng và gia đình
Teri'itaria được sinh ra vào khoảng năm 1790.
Cha bà là Tamatoa III, Vua Raiatea, trong khi mẹ bà là Công chúa Tura'iari'i Ehevahine (con gái của Tehaapapa I, vị nữ hoàng đầu tiên nói riêng và vị quân chủ đầu tiên nói chung của chế độ quân chủ Huahine).
Và vì lẽ đó, Nữ hoàng Tehaʻapapa I chính là bà ngoại của bà. Bà được đặt tên theo người cậu Teriʻitaria I.

### Hôn nhân
Bà cùng em gái Teriʻitoʻoterai Tere-moe-moe đã kết hôn với Quốc Vương Pōmare II (cũng là một anh họ của bà). Và sau này bà kết hôn thêm một lần nữa với một người đàn ông tên Ari'ipaea.

### Nhiếp chính Tahiti
Sau cái chết của chồng bà Pōmare II năm 1820, con chồng của bà Pomare III lên nối ngôi trở thành vua của Tahiti. Tuy nhiên vì còn nhỏ và chưa đủ khả năng để chấp chính, một hội đồng nhiếp chính đã được thiết lập trong đó có cả Teriitaria I và mẹ ruột của ông. Hội đồng chấp chính đã duy trì quyền lực chấp chính cho đến 1827.

### Nữ hoàng Huahine
Năm 1815, bà trở thành Nữ hoàng cai trị Đảo Huahine.:6
Tuy nhiên, bà đã bị phế truất trong một cuộc nội chiến năm 1852 và Ari'imate được chọn làm người kế vị.